# Memorial do Convento
Memorial do Convento é um romance de José Saramago, conhecido internacionalmente, publicado pela primeira vez em Outubro de 1982. A acção decorre no início do século XVIII, durante o reinado de D. João V e da Inquisição. Este rei absolutista, graças à grande quantidade de ouro e de diamantes vindos do Brasil Colónia, mandou construir o magnânimo Palácio Nacional de Mafra, mais conhecido por convento, em resultado de uma promessa que fez para garantir a sucessão do trono.
Através da íntima relação entre a narração ficcional e a histórica, o romance critica a exploração dos pobres pelos ricos, que origina a guerra entre os indivíduos, e a corrupção pertencente à natureza humana - com especial enfoque na corrupção religiosa. Revela igualmente o tema do solitário que luta contra a autoridade, recorrente nas obras de Saramago.
Ver e não ver são as chaves simbólicas do romance. Baltasar tem a alcunha de Sete-Sóis, porque apenas consegue ver à luz, enquanto que Blimunda é chamada de Sete-Luas, porque consegue ver no escuro, com o recurso ao seu dom - a ecovisão. Assim, esta dupla, cuja alcunha contém o Sete e a relação Sol-Lua, representa simbolicamente o uno.
Na sua totalidade, as políticas do poder do Portugal contemporâneo são satirizadas pelo autor.
Traduzido em mais de 20 línguas, a obra conta com mais de 50 edições.
O Memorial do Convento inspirou a ópera Blimunda, de Azio Corgi, criada na Scala de Milão em 1990

## Sinopse

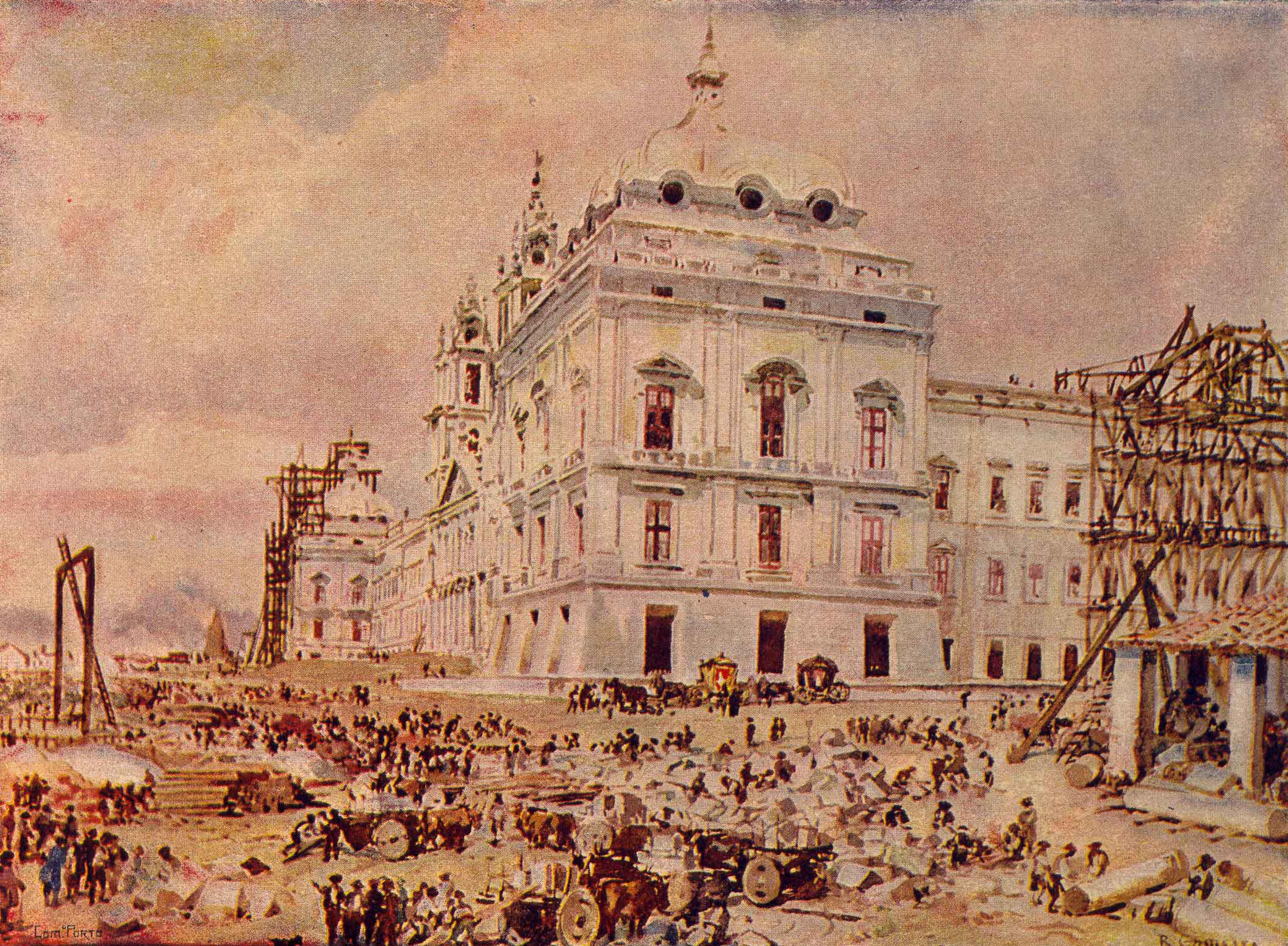
A Construção do Convento de Mafra (Alfredo Roque Gameiro, 1917)

Nesta obra, Saramago retrata a personalidade do rei D. João V e narra também a vida de vários operários anónimos que contribuíram na quixotesca construção do Convento de Mafra. Entre esses operários estava também Baltasar, e o romance foca, entre outras coisas, o seu grande amor por Blimunda, mulher dotada do estranho poder de ver o interior das pessoas.
Os dois conhecem um padre, Bartolomeu de Gusmão, que entrou na história como pioneiro da aviação.
O trio inicia a construção de um aparelho voador, a Passarola, que sobe em direcção ao Sol, sendo que este atrai as vontades, que estão presas dentro da Passarola. Blimunda, ao ver o interior das pessoas, recolhe as suas vontades, descritas pelo autor como nuvens abertas ou nuvens fechadas.
Após o primeiro voo da passarola, Bartolomeu foge para Espanha, perseguido pela Inquisição. Blimunda e Baltasar vão tratando de esconder e de fazer a manutenção à passarola, que estava dissimulada por arbustos em Monte Junto.
Um dia, Baltasar ficou preso à passarola, enquanto fazia a sua manutenção, e os cabos que a impediam de se elevar nos céus rebentaram, tendo sido levado pelos ares. A aeronave despenhou-se e Baltasar foi capturado pela Inquisição, acusado de bruxaria.
No epílogo da acção, Blimunda recolhe a vontade de Baltasar, enquanto este morre, condenado à fogueira.

## Personagens
Em Memorial do Convento existem poucas personagens que formam dois grupos opostos: A aristocracia e o alto clero representam o grupo do poder, enquanto o povo e os oprimidos, que representam o grupo do contra-poder. Os primeiros são caracterizados pela falsidade, ridículo, ostentação e indiferença pelo sofrimento humano ou crueldade mal disfarçada de religiosidade. Os segundos são os heróis esquecidos pela História oficial, que ganham relevo e rebeldia através da ficção do romance.

### Grupo do poder

#### D.João V
O rei vigente de Portugal, que vive apenas de formalidades encenadas, sem qualquer espontaneidade ou emoção. Representa o absolutismo e a consequente repressão no povo miserável. Assim, a faceta de Déspota Esclarecido é revelada quando este, ao desejar ser lembrado por uma obra magnificente tal como o Rei-Sol, manda construir um enorme palácio e um convento de Mafra para franciscanos, com o pretexto de cumprir a promessa que fez ao clero - influência que justifica e "santifica" o seu poder - para garantir a sucessão ao trono. E também por isso, tem o desejo de progresso e inovação, pelo que protege projectos como, inicialmente, o da passarola. Pela mesma razão contrata Domenico Scarlatti como professor de música da infanta Maria Bárbara, de modo a mostrar o seu apreço pelas artes.
A sua obsessão pela magnanimidade é tal, que até tem como passatempo a construção da réplica da Basílica de São Pedro de Roma.
As suas atitudes revelam então que é vaidoso, egocêntrico, megalómano e que governa consoante os seus desejos e sonhos, em que os meios justificam o fim, desprezando assim a miséria dos pobres e sacrificando o povo e a riqueza do país em nome da concretização do seu sonho maior. No entanto, revelou alguns actos de perdulária ostentação, quando lançou moedas de ouro ao povo durante os cortejos reais.
Compactua com a Inquisição, mas tem várias relações adúlteras em que a sua amante preferida é a Madre Paula do Convento de Odivelas, entregando-se aos prazeres pecaminosos e imorais da carne, e orgulhando-se dos seus abundantes bastardos.
No romance, o rei tem uma imagem caricatural, ridicularizado tanto ao protagonizar cerimónias de solenidade, como nas situações que revelam as suas fragilidades que desmascaram facetas pouco dignificantes.

#### D. Maria Ana Josefa
A rainha, de origem austríaca, é tratada como um mero instrumento do rei, cuja alegria e glória do reino é dependente do seu ventre. O casal protocolar junta-se unicamente duas vezes por semana para cumprir o dever real. O rei sobe simplesmente para a cama da rainha e do mesmo modo deixa-a, não falam nem dormem juntos. A rainha dorme sempre com um cobertor de penas oriundo de Áustria, com saudades de casa, mas este já está com tão fedor e com pulgas que o rei apenas dormia com a rainha inicialmente. O mesmo cobertor, surge também como símbolo do afastamento entre os dois.
Liberta-se da sua condição através do sonho, onde assume a sua sensualidade com o seu cunhado, infante D. Francisco, mas sente-se atormentada e culpada, pois tem a consciência que está em pecado, pelo que não o revela em confissão e entra numa busca constante de redenção através da oração.
Ocupa-se obsessivamente com missas e longas novenas, tal como uma devota parideira que veio ao mundo só para isso, e julga que está grávida de Deus. Tem sonhos com o cunhado, infante D.Francisco mas não deixa que passem disso, quando este fez-lhe uma declaração de amor durante a ausência do rei por motivos de doença. Consciente da infidelidade do seu marido, assume perante a vida uma atitude de passividade e de infelicidade.
Esta personagem representa o papel da mulher da época: submissa, simples procriadora e objecto da vontade masculina. E por pertencer à casa real e por estar grávida, nem da festa da pós-Quaresma pode desfrutar, enquanto as outras mulheres comuns aproveitam o único dia de independência que têm com os seus amantes.

### Grupo contra-poder

#### Padre Bartolomeu Lourenço de Gusmão
O padre, cuja alcunha é Voador, é marcado pelo espírito científico, evidenciado por ignorar os fanatismos religiosos da época; pelo comportamento anti-canónico, questionando os dogmas eclesiásticos; e pela modernidade, que o levou a ter o sonho de criar uma máquina voadora. A concretização deste sonho tornou-se uma obsessão, cujas investigações científicas levou-o a viajar primeiro para a Holanda, em busca do segredo, que viria a ser o éter, que faria a passarola voar, e depois para Coimbra, onde se doutorou. Deste crescente saber adquirido e das suas inabaláveis certezas científicas emerge um orgulho, uma grande ambição de elevar-se um dia no ar, onde até agora só subiram Cristo, a Virgem e alguns santos eleitos.
Esta obsessão também é responsável pela formação de uma Santíssima Trindade terrena com Baltasar e Blimunda, igualmente transgressores das regras da Igreja, de modo a usufruir na construção da passarola, juntamente com os seus conhecimentos científicos, a capacidade física e o saber prático do primeiro e a magia herética da segunda. O seu estatuto de transgressor da sociedade vigente e da Igreja é enfatizado quando realiza o casamento e o batismo de Sete-Luas com Sete-Sóis.
A amizade entre estes três é o símbolo da solidariedade e da beleza, em dicotomia com o egoísmo e o poder.
Inicialmente o padre estava sob a protecção real, mas assim que esta terminou, foi imediatamente perseguido pela Inquisição sob a acusação de bruxaria, obrigando-o a abandonar o projecto a Baltasar e a fugir a segredo de todos para Espanha, onde acaba por morrer em Toledo.

#### Domenico Scarlatti
Primeiramente professor do infante D.António, irmão de D. João V, passando depois a ser professor da infanta D. Maria Bárbara. Exerceu assim as funções de mestre-de-capela e professor da Casa Real de 1720 a 1729, durante a qual escreveu diversas peças musicais. Com tais dados registados na História oficial, esta personagem referencia ainda mais uma credibilidade ao enquadramento histórico da narrativa.
Embora contratado pelo rei, é também um representante de contra-poder devido à sua liberdade de espírito e pelo seu poder libertador e subversivo da sua música.
Como tal, a convite do padre Bartolomeu, é um participante do projecto da passarola, embora indirectamente, como um cúmplice silencioso. Deste modo o narrador une a ciência e a arte, e demonstra como ambas são reveladoras de um espírito de inovação, de tolerância e de abertura ao progresso e à modernidade.
Assim, Scarlatti instala secretamente o seu cravo para a Quinta do Duque de Aveiro, onde toca a sua música e inspira os construtores da passarola. Mais tarde, quando Blimunda ficou com uma estranha doença causado pela exaustão da recolha das vontades, o músico tocava frequentemente para Blimunda até provocar a sua cura completa.
Deste modo é revelado que a música, aliada ao sonho, permite a cura e ajuda a conclusão e o voo da passarola, simbolizando o ultrapassar, por parte  do homem, de uma materialidade excessiva e o atingir da plenitude da vida.
A amizade deste com o padre Bartolomeu, originada pela compreensão e pela partilha das mesmas ideias e sonhos, representa a articulação entre a cultura e o humano, entre o saber e o sonho, entre o conhecimento e o desejo.
Por fim, Scarlatti é o mensageiro da morte do padre Bartolomeu a Blimunda e Baltasar.

#### Baltasar

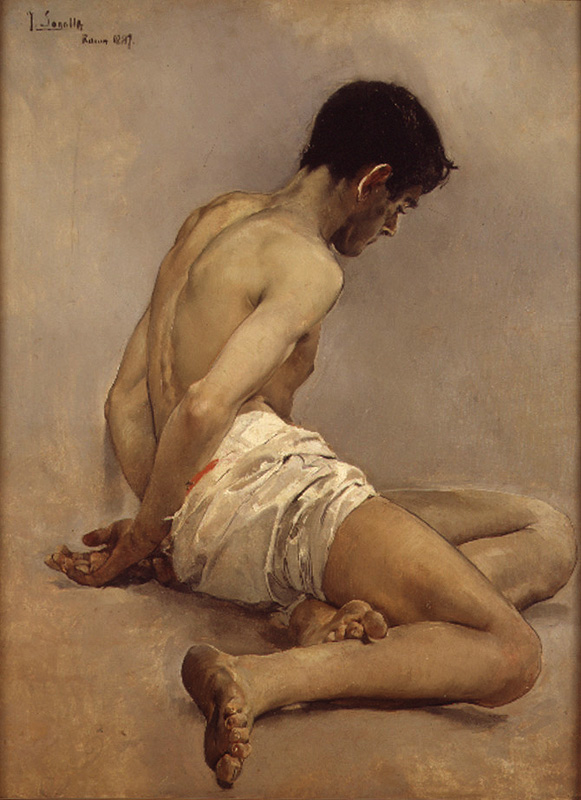
Estudo académico de Joaquín Sorolla

Baltasar Mateus , com alcunha hereditária de Sete-Sóis, é abandonado pelo exército durante a Guerra da Sucessão Espanhola por ter ficado inválido devido à perda da sua mão esquerda, representando a crítica da desumanidade na guerra. Deixado na miséria, consegue chegar a Lisboa, onde conhece nesse mesmo dia Blimunda e o padre Bartolomeu, num auto-de-fé no Rossio. Contava 26 anos. Imediatamente encantado pelos olhos de Blimunda no primeiro olhar, partilha desde esse momento até morrer a vida e os sonhos com ela. O padre Bartolomeu fá-lo participante do sonho de voar, projecto que será prosseguido na sua responsabilidade após o desaparecimento deste.
Torna-se talhante em Lisboa, uma vez que o gancho que usa para substituir a mão lhe facilita o trabalho, e posteriormente integra-se como boieiro nas legiões de operários nas obras do convento de Mafra. Porém, a sua principal ocupação é a construção da passarola.
Esta personagem revela-se gradualmente o herói do romance. Pois, em primeiro, por ser o representante do povo oprimido, o seu percurso torna-se o foco do narrador, abatendo do primeiro plano as personagens do grupo de poder. Em segundo, a sua relação com Blimunda, cujos poderes são considerados heréticos, entra em conflito com os valores da sociedade vigente, por não serem casados oficialmente. Em terceiro, pela amizade e partilha de ideias e sonhos com o padre Bartolomeu, que o divinizou ao compará-lo com Deus, por achar que este também é maneta da mão esquerda. Em quarto, pela influência dessa amizade, Baltasar adquire o conhecimento de outras verdades, acerca do questionamento de dogmas religiosos e, principalmente, sobre a consciência do papel do homem no mundo, esta que será obtida quando Baltasar reconhecer e assumir o seu próprio valor. E por último, porque Baltasar paga com a sua própria vida a perseguição do sonho, o que, por consequente, o faz transcender à imagem do povo oprimido e espezinhado de que faz parte e que representa. Assim, não é um herói nem um anti-herói, é simplesmente um homem: um homem simples, elementar, fiel, terno e maneta, que reage perante a vida com a resignação típica dos humildes tanto de coração como de condição. Aceita apenas o que a vida lhe oferece, sem medo do trabalho ou da morte.

#### Blimunda
Blimunda Jesus é uma jovem mulher do povo de dezanove anos que tem a capacidade de ver por dentro as pessoas e os objectos, durante o jejum, e de recolher as vontades, este acto não mata as pessoas mas é mais fácil ser executado nas que estão a morrer, dom este que é revelado apenas quando o padre de Bartolomeu descobre que o combustível da passarola é o éter e que este está dentro das vontades das pessoas, fazendo esta personagem também parte desse projecto.
Torna-se companheira de Baltasar em consequência da sua mãe, Sebastiana de Jesus, que ao vê-la pergunta-lhe telepaticamente quem é o homem que está ao seu lado. Blimunda vira-se simplesmente para Baltasar e pergunta-lhe qual é o seu nome?. Baltasar responde-lhe, Blimunda diz-lhe o seu e imediatamente inicia-se o puro amor entre os dois, transgredindo a moral tradicional e entrando para um domínio do maravilhoso, e em sua casa os dois entregam-se um ao outro, em corpo e em alma, com o baptismo através do sangue virgem de Blimunda. Foram abençoados tanto pela mãe de Blimunda, como pelo padre Bartolomeu, ao casá-los à sua maneira e ao baptizar Blimunda com o nome Sete-Luas.
Este amor é o símbolo da aceitação e da renúncia, uma vez que Blimunda promete nunca olhar Baltasar por dentro, evitando saber da existência de alguma doença mortal, porque amar alguém é aceitá-lo sem reservas.
Esta relação amorosa dá-lhe o carácter de uma mulher adiantada em relação ao seu tempo, pois afirma-se dentro -e fora- da relação, tem nela uma igualdade de direitos, tal como Baltasar, e juntos têm uma cumplicidade tão perfeita que não é deste mundo na qual partilham os seus sonhos, os seus medos e a sua vida. No percurso final de Blimunda, quando procura Baltasar durante nove anos, revela ainda uma faceta corajosa e persistência, disposta a tudo e até ao fim para encontrar o seu amor perdido.

Descanso na colheita de William-Adolphe Bouguereau

A união do dois assenta numa relação de amparo, uma vez que ele tranquiliza-a na sua maldição de ver por dentro, enquanto ela ajuda-o na carência da sua mão, completando-se um ao outro, formando uma união perfeita. E são felizes na sua "religião do silêncio", em que o olhar tem mais valor que as palavras, em que olharem-se era a casa de ambos.
Em contraste com o casal de conveniência do rei e da rainha, Blimunda e Baltasar, embora sejam um casal ilegítimo por não se terem casado oficialmente, vivem um amor puro e verdadeiro, e por isso vivem mais de Deus, do que o casal real que tanto relevo dá à religiosidade. Deste modo, se houvesse diferença entre esse amor ancestral e a santa missa, a missa perderia.
Simbolicamente, o nome Blimunda é o reverso do de Baltasar, tal como é a Lua o reverso do Sol, que, juntamente com o número sete, completam-se até serem um só.
O seu nome tem origem na Música, cujo som desgarrador de violoncelo habita no nome Blimunda e cuja vibração está na sua própria alma.
Blimunda tem uma grande firmeza interior, e aceita a vida e oferece-se em silêncio sem orgulho nem submissão, com a naturalidade de quem sabe onde está e para o quê. Para além do dom de ver por dentro e de recolher vontades, tem um poder excepcional de intuição e de compreensão da complexidade do mundo. Afirma o narrador que Blimunda aprendeu as coisas sobre a vida e a morte, sobre o pecado e o amor na barriga da mãe, onde esteve de olhos abertos.
Representa também o transcendente e a inquietação constante do ser humano em relação à morte, ao amor, ao pecado e à existência de Deus.
Foi a única sobrevivente da Santíssima Trindade terrena, sendo à partida a mais provável vítima da Inquisição devido aos seus dons. Será um significado de uma vitória da mulher? Vitória do amor? Ou vitória daquela que sabia ver?

### Outras personagens

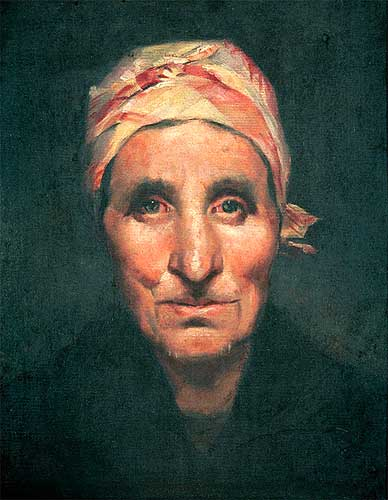
Cabeça de velha de José Júlio Sousa Pinto

- Sebastiana Maria de Jesus: mãe de Blimunda;
- João Francisco e Marta Maria: pais de Baltasar;
- Álvaro Diogo e Inês Antónia: irmã de Baltasar e cunhados de Blimunda; Álvaro Diogo morre ao cair de uma janela durante a construção do convento;
- Gabriel: sobrinho de Baltasar Mateus e filho de Inês Antónia e Álvaro Diogo;
- João Elvas: antigo soldado, vadio e amigo de Baltasar;
- D. Nuno da Cunha: bispo inquisidor;
- Frei António de São José: é o franciscano que alega ter tido a premonição na qual diz que o rei terá a tão desejada sucessão se este construir um convento franciscano. Perante esta condição, D. João V promete construir um convento em Mafra se tiver um filho varão dentro de um ano a partir desse mesmo dia. É revelado no romance pelo narrador que esta premonição é falseada pelo clero, pois este já sabia da gravidez da rainha através do confessionário, com a revelação de mais "milagres" produzidos pela ordem franciscana ou que são apenas coincidências.
- Frei Boaventura de São Gião: o padre censor do paço;
- Infante D.Francisco: irmão d'el-rei que cobiça o seu trono e que tentou manipular em vão a rainha; o seu passatempo é fazer pontaria com a pistola aos marinheiros;
- Infanta D. Maria Bárbara: é a princesa herdeira cujo convento de Mafra foi construído em sua honra, embora nunca o tivesse visto; Casa aos dezassete anos com D.Fernando de Espanha e torna-se rainha de Espanha;

- Clero: revestidos pelas críticas do narrador, são enfatizados a sua hipocrisia e a sua violência de todos os seus representantes, com foco na Inquisição. Retratados por quebrarem constantemente a castidade e por desprezarem os pobres, é revelada a sua religiosidade vazia, cujos rituais originam a corrupção e a degradação moral no povo, ao invés de elevar os seus espíritos.
- Povo: um dos protagonistas do romance como massa colectiva anónima que foi sacrificada na construção do convento, embora também seja representado por Baltasar e Blimunda. É caracterizado como ignorante, miserável, violento e escravos dos poderosos.  As personagens que foram individualizadas dessa massa anónima e que representam a força e o companheirismo perante a desgraça da escravidão e da solidão na construção do convento, traduzem a essência de ser português.

## Análise da obra
Além de o leitor mergulhar numa aventura junto às personagens Baltasar e Blimunda, é levado a uma revisão dos parâmetros que regiam a sociedade passada e às restrições ideológicas - referentes à Idade Média -, ambiente que se vê principalmente nas cenas dos monólogos de Bartolomeu, e no trágico fim de Baltasar Sete-Sóis.
Posto como um dos melhores livros de José Saramago, lado a Evangelho Segundo Jesus Cristo, Memorial do Convento é uma obra que revoluciona por ter sido elaborado com extrema precisão, tendo em vista a época histórica retratada pelo autor, acrescentando-lhe mais um dote, que é a visão máxima de uma realidade histórica passada.

### Tempo

#### Tempo histórico
O romance tem como plano de fundo o início do século XVIII. Uma época marcada pelos contrastes: as práticas retrógradas e medievais, do povo e da corte, em oposição ao esforço de modernização, com D. João V como representante.

#### Tempo diegético
Na narração da obra a cronologia da acção, que sejam eventos reais ou ficcionais, data entre 1711 a 1739 (28 anos), iniciando com a apresentação do rei e terminando com o último auto-de-fé em Portugal, em que Baltasar morre.

#### Tempo do discurso
O modo como flui a cronologia da acção (tempo diegético) é na maior parte do romance linear, tendo porém algumas anacronias, tal como a analepse, a prolepse, utilizada por exemplo para narrar a morte do sobrinho de Baltasar e do infante D.Pedro, e a elipse, utilizada na descrição do período em que Blimunda procurou Baltasar durante 9 anos; e ainda a presença do narrador através dos seus comentários, juízos críticos, registos de língua, e referências ao século XX.

### Espaço

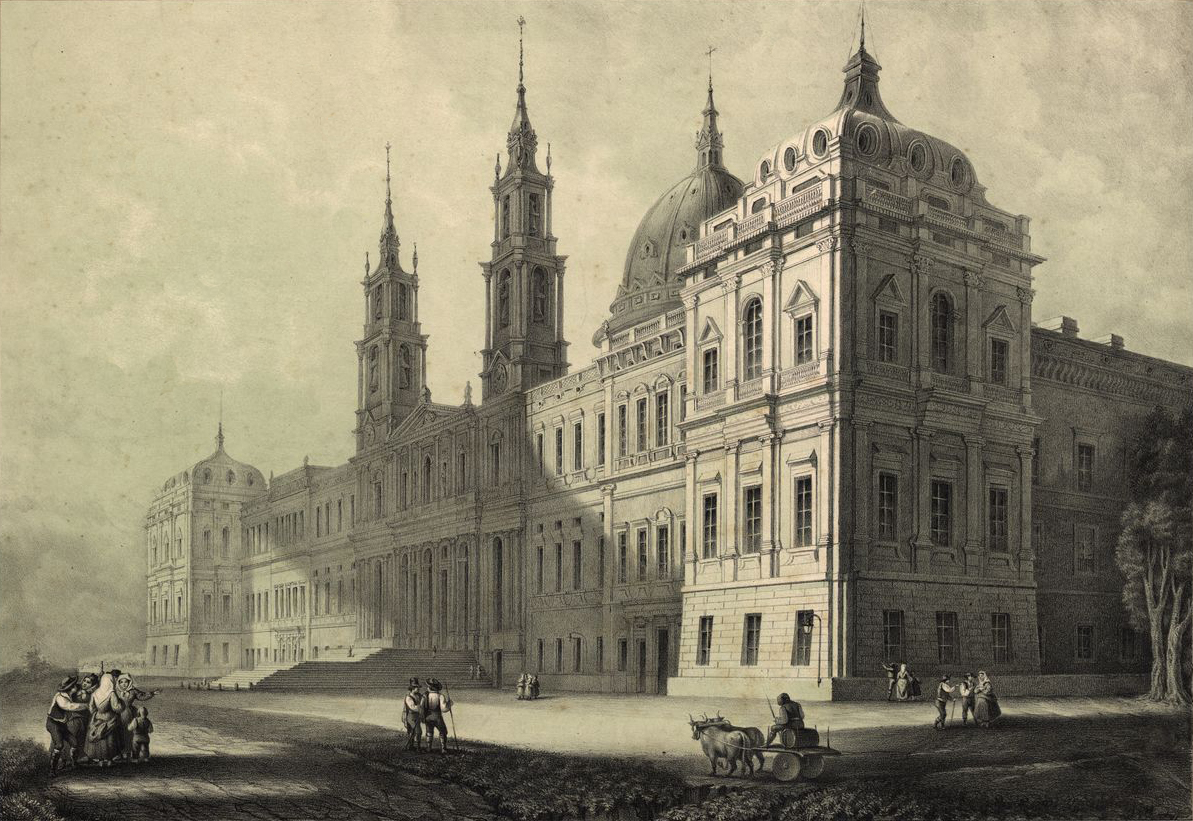
Litografia do Palácio Nacional de Mafra, Portugal, 1853.

#### Espaço físico
O cenário da obra tem dois macro-espaços:
- Lisboa[18], cujos micro-espaços são:
  - Terreiro do Paço[19] - local onde se situava o Paço da Ribeira[20], é o centro do poder;
  - Rossio - é o centro urbano onde tem lugar as festividades como os autos-de-fé, as procissões e as touradas;
  - Abegoaria[21] - na Quinta do Duque de Aveiro[22] , em S. Sebastião da Pedreira, é o local onde a passarola é construída.
- Mafra:
  - Vila de Mafra: é uma pequena população que sobrevive pela agricultura e que vive isolada da civilização até o rei escolher Mafra como local da construção do convento;
  - Alto da Vela: é o local da construção do convento;
  - Ilha da Madeira: é um aglomerado de barracões de madeira onde se localiza os alojamentos dos operários que trabalham na construção do convento;

### Estrutura da acção
| “ | Era uma vez um rei que fez promessa de levantar um convento de Mafra. Era uma vez a gente que construiu esse convento. Era uma vez um soldado maneta e uma mulher que tinha poderes. Era uma vez um padre que queria voar e morreu doido. Era uma vez. | ” |

A acção centra-se na construção do convento de Mafra, que funciona como eixo estruturador de toda a diegese da obra, intercalando assim outras linhas diegéticas, como se pode verificar no texto da contracapa.
Deste modo, na linha diegética da construção do convento, são referidos os trabalhadores de Mafra que vivem a escravidão e que são valorizados pelo narrador. Na linha diegética do amor, são confrontados dois tipos distintos de relação amorosa, um representado pelo casal Baltasar e Blimunda, o amor puro, transgressor e que se basta por si próprio; o outro é o casal artificial, constituído pelo rei e pela rainha, que são estranhos que encontram-se exclusivamente duas vezes por semana por dever real. Na linha diegética da passarola a ciência transgressora é encarada como a força da curiosidade e criatividade do homem, responsável pela perseguição incessável pelo sonho, independentemente das consequências.

### Narrador
- Estatuto:
  - É homodiegético[23], com a intenção de captar a atenção do narrador que se sente participante;
  - É heterodiegético, na maior parte da obra, quando narra a acção;
  - Por vezes torna-se autodiegético[24], quando representa um pensamento (não confundir com os diálogos) de uma personagem;

- Focalização:
  - Omnisciente: tem um conhecimento absoluto tanto sobre as personagens, como sobre as informações dos eventos e move-se no presente, no passado e, consequentemente, no futuro. É como um Deus na narrativa, que tudo vê e tudo sabe;
  - Interna: a voz plural do narrador revela-se quando é mostrado o ponto de vista de uma personagem que vive a história. Estas são as seguintes:
    - Sebastiana Maria de Jesus, no auto-de-fé[25];
    - D. João V e o patriarca, na procissão do Corpo de Deus[26]
    - Arquitecto Ludwig, durante uma reunião com o rei[27]

  - Interventiva: é revelada quando o narrador tece comentários, juízos, registos de língua e marcas da contemporaneidade. Estas últimas, utilizadas com ironia, são as seguintes:
    - o nome do próprio Saramago[28];
    - a moda do bronzeado[29];
    - os cravos do 25 de Abril[30]
    - o cinema como entretenimento[31]
    - o parto sem dor[32]
    - As cores da bandeira da república portuguesa

- Intertextualidade com outras obras e autores de modo a ultrapassar as barreiras do tempo:
  - Padre António Vieira, com a sua oratória[33];
  - Fernando Pessoa, com Mensagem[34];
  - Camões, com Os Lusíadas[35];

## Simbologia
- Passarola: é tanto o símbolo da concretização do sonho, representando assim também a libertação do espírito e a passagem a outro estado de consciência, uma vez que que esta é igualmente um símbolo da ligação do céu e da terra, pois ousa sair do domínio dos homens e entrar no domínio de Deus; Por outro lado é um símbolo dual, pois é por sua causa que nasce a Trindade terrestre, mas também é o motivo de separação desta; O voo da passarola está associada em comparação com a mitologia grega acerca de Faetonte, filho de Apolo, que, querendo imitar o pai, conseguiu com que este o deixasse guiar o carro do sol por um dia. Porém, Faetonte não conseguiu sustentar o carro no céu, despenhando-se sobre a Terra e morrendo no incêndio resultante. Da mesma maneira, o padre Bartolomeu de Gusmão e Baltasar morrerão devido ao seu desejo de voar e Blimunda tornar-se-á errante[36]
- Sete-Sóis: alcunha de Baltasar porque só pode ver à luz[37];
- Sete-Luas: baptismo de Blimunda porque "vê" no escuro, devido aos seus dons[37];
- Sol: representa a força e a própria vida, fazendo corresponder Sete-Sóis a Sete Vidas, transformando deste modo a personagem de Baltasar como representante de todo o povo. Por outro lado, o sol para nascer tem que vencer as trevas, do mesmo modo que Baltasar tem que vencer a Inquisição e a superstição popular. E, da mesma maneira que o sol possuí o dia temporariamente, Baltasar atravessa o céu, rasgando o dogma católico do céu como terreno de Deus, adquirindo um estatuto transgressor e de herói mítico. E como tal, para que o destino de herói mítico clássico seja completo, Baltasar morre tragicamente pelo fogo;
- Lua: Tradicionalmente a Lua simboliza, por não ter luz própria, o princípio passivo do sol. No entanto, a obra revoluciona o conceito da Lua ao dar a Blimunda capacidades sobrenaturais que dependem das fases da lua, tornando a tão relevante como o sol. Assim é também a relação de Blimunda e Baltasar, pois têm ambos igualdade de direitos e de relevância na obra; Uma vez que a capacidade de Blimunda depende das fases da lua, é revelado a Lua como símbolo do ritmo da Terra, a medida do tempo, este responsável pelo ciclo da vida. Deste modo, Blimunda é quem recolhe as vontades humanas dos moribundos e as junta nas esferas da passarola, transformando-as em energia vital[36];
- Sol e Lua: simboliza a união como um todo, porque são o verso e o reverso da mesma realidade, o dia; e a união do princípio masculino e do princípio feminino: dormiram nessa noite os sóis e as luas abraçados enquanto as estrelas giravam devagar no céu[38].
- Sete: este número representa a totalidade perfeita[39]. Para além da utilização deste símbolo na expressão da completude de Baltasar e Blimunda, também é recorrido noutras situações, tal como no dia da sagração do convento[40][41]
- Nove: representa o coroamento dos esforços, o concluir de uma criação, utilizado para simbolizar os 9 anos de procura de Blimunda por Baltasar;
- Vontade: as vontades recolhidas, utilizadas como combustível para a passarola voar, representa que, aliadas com a ciência e arte, o querer do homem faz avançar o mundo, superando os seus próprios limites; Esta junção das vontades humanas que é aliada com a ciência e que produz mais força, é comparada com a Primavera mítica que arranca a Humanidade do dogma da religião, do terror inquisitorial e da superstição, livrando assim Portugal da vontade resignada e do pensamento falso e passivo que caracterizava a época[36];
- Trindade terrena: constituída pelo padre Bartolomeu, o pai, por Baltasar, o filho, e por Blimunda, o espírito. Esta simboliza a harmonia perfeita; Uma vez que esta é terrena, está aberta a um quarto elemento, Domenico Scarlatti, dado que quatro é o número da terra;
- Mãe das pedras: o transporte desta grande pedra de mármore de Pêro Pinheiro a Mafra é uma epopeia, uma vez que esta acção é descrita com "grandeza" clássica e é vista como um acto heróico dos operários, que tem que transportar uma pedra gigantesca, num carro especialmente concebido para o seu transporte, este comparado a uma nau da Índia, e com a ajuda de duzentas juntas de bois. Os seiscentos homens que a puxam têm que enfrentar difíceis obstáculos do caminho, tal como uma narrativa de heróis clássicos, em que estes têm que contornar grandes obstáculos com um esforço sobrenatural;
- Cobertor: Trazido da Áustria pela rainha, é o símbolo da separação entre os monarcas, marcando o casamento de conveniência do casal.[42]
- Convento de Mafra: é o símbolo da ostentação régia, da opressão e da megalomania, representa também o sacrifício e exploração do povo que trabalhou na construção do convento.

## Crítica

### Carácter transgressor
- Amor de Blimunda e Baltasar, por não serem casados oficialmente e por viverem numa relação de igualdade, obtendo uma cumplicidade e uma perfeição;
- Padre Bartolomeu, por perseguir o seu sonho e acreditar na ciência, pondo em causa o poder e dogmas da Igreja;
- Passarola, ao voar ousa sair do domínio dos homens e entrar no domínio de Deus;
- Escrita literária do narrador, por não conter marcas gráficas do discurso directo;

## Ópera
- Memorial do Convento serviu de base a uma ópera, Blimunda, com música do italiano Azio Corghi, estreada em Milão em 1998.